# 胃水管腔
胃水管腔（いすいかんこう、英：Gastrovascular cavity）は消化と呼吸の両方を行う体腔である。主に刺胞動物と扁形動物がこれを有する。放射対称体制である刺胞動物は袋状の体に外胚葉と消化管内壁の二つの層、その間に中膠というゼリー状の層を有する。細胞外消化はこの袋状の体の中心の空洞にて行われる。この空洞は殆どの刺胞動物は一つしか入り口がなく、口は捕らえた獲物を運ぶ触手に囲まれる。